# Alle Menschen werden Brüder
Alle Menschen werden Brüder ist eine deutsche Literaturverfilmung von Alfred Vohrer aus dem Jahre 1973, der der gleichnamige Roman von Johannes Mario Simmel aus dem Jahr 1967 zugrunde liegt. Die Hauptrollen sind mit Harald Leipnitz und Doris Kunstmann besetzt.

## Handlung
Zwei Brüder, beide Schriftsteller, werden während der Kriegs- und Nachkriegszeit zu Todfeinden. Während der talentiertere Bruder nach dem Krieg Schreibverbot bekommen hat und ehemalige Nationalsozialisten vor der Entdeckung schützt, betreibt der andere zusammen mit dem Juden Boris Minski ein Striplokal und versucht sich vergeblich als Schriftsteller. Ein scheinbarer Mord- oder Selbstmordversuch an einer Frau führt dazu, dass sich die Wege der beiden erneut kreuzen, und stürzt sie in einen perfiden Kampf um Leben und Tod.

## Produktion
Produktionsfirma war die Roxy Film GmbH & Co. KG in München, Produzent Luggi Waldleitner. Die Dreharbeiten begannen am 14. November und dauerten bis zum 30. Dezember 1972 an. Gedreht wurde in Goslar, München, Zürich, Marrakesch und Rom. Der Erstverleih des Films erfolgte über die Constantin Film GmbH München. Die Uraufführung von Alle Menschen werden Brüder fand am 15. März 1973 im Thalia in Wiesbaden statt. Im Fernsehen wurde der Film erstmals am 1. September 1978 vom ZDF ausgestrahlt.

### DVD
Alle Menschen werden Brüder, erschienen am 14. März 2014 innerhalb der Reihe „Juwelen der Filmgeschichte“, Anbieter: Filmjuwelen (Alive AG).

## Kritik
„Der Versuch, menschliche Positionen in der westdeutschen Nachkriegsgesellschaft zu verdeutlichen, geht in dem Gemisch aus Krimi, Trivialität, Horror und Kolportage ebenso unter wie der Anspruch, das Bruderdrama als Gleichnis für die in Krieg und Gewalttätigkeit manifestierte Unbrüderlichkeit der Menschheit zu gestalten.“ – Filmlexikon
„Einzig die Schauspiel-Leistung einiger Mitwirkender macht das ganze zeitweise erträglich. Regieeinfälle dürftig, der Rest recht läppisch.“ – omnilink kino
„Der solide gebaute, mit trivialen Stimmungen nicht geizende Film entwirrt die Verwicklungen der Vorlage von Simmel zögernd.“ (Wertung: 2 Sterne = durchschnittlich) – Adolf Heinzlmeier und Berndt Schulz in Lexikon „Filme im Fernsehen“

## Auszeichnung
Der Film wurde 1973 mit dem Filmband in Gold in der Kategorie „Darstellerische Leistungen“ ausgezeichnet. Preisträger war Klaus Schwarzkopf.